# Titoli mariani
I titoli mariani sono attributi che vengono utilizzati nel culto cristiano a Maria, madre di Gesù Cristo, per specificarne le caratteristiche o invocarne il nome.
Tali titoli si sono affermati nei millenni sulla base delle definizioni date dai Padri della Chiesa, sulla venerazione di immagine sacre e delle presunte apparizioni di Maria stessa.

## Titoli legati a dogmi
- Madre di Dio (Theotókos);
- Vergine Maria;
- Concepita senza peccato;
- Assunta;

## Titoli antichi

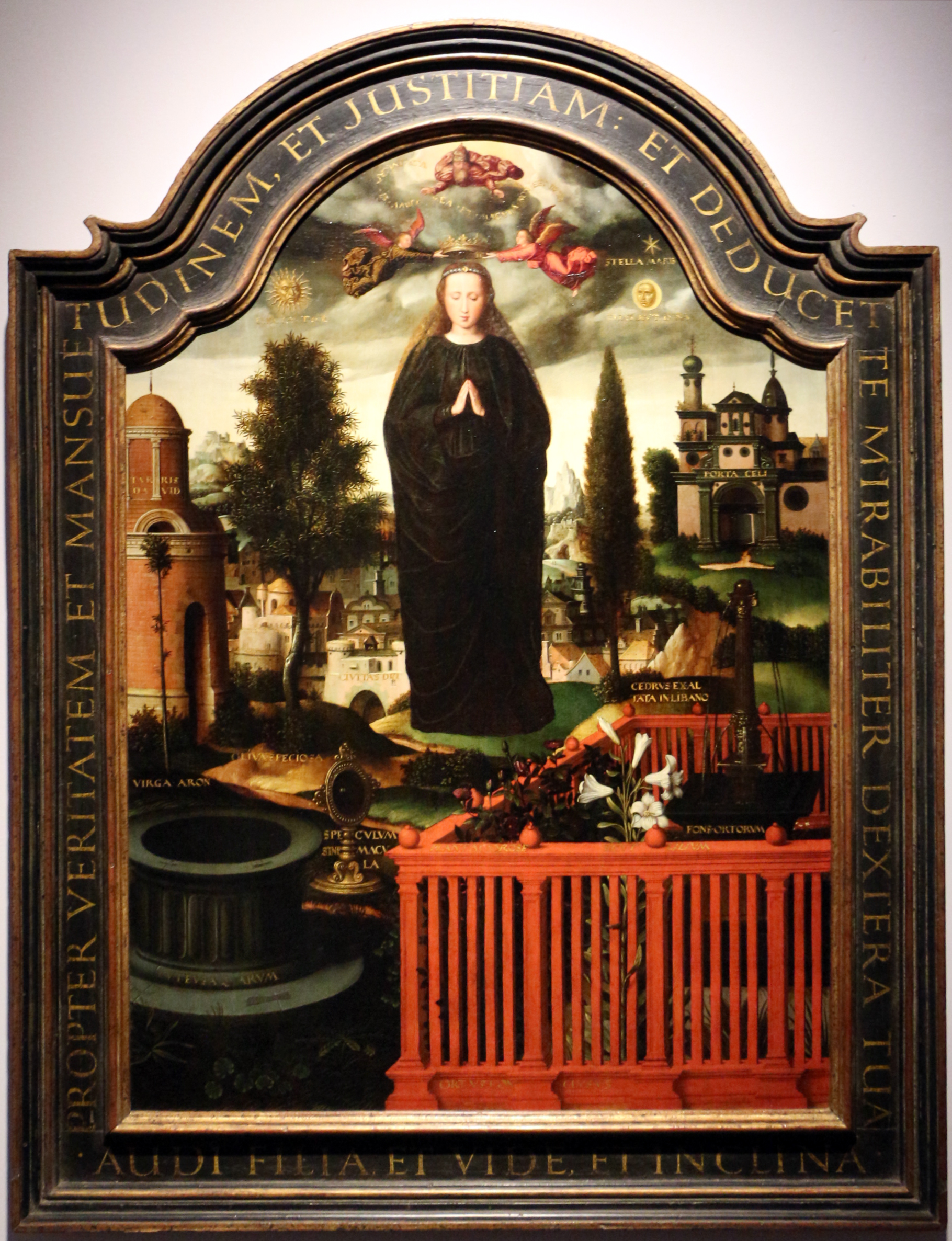
Pieter Claissens, Allegoria dell'Immacolata concezione con i titoli mariani, 1550-1575 circa

- Avvocata (di Giustizia), Corredentrice (di Salvezza), Mediatrice (della Grazia o di tutte le grazie)[1][2]
- Regina degli Angeli (modi della regalità celestiale di Maria, nelle litanie: lat. "Maria imperàtrix angelorum, regìna patriarcàrum, regina prophetàrum, regina apostolòrum, regina màrtyrum, regina vìrginum..."[3]),
- Maria Ausiliatrice e Adiutrice (del Popolo, in lat. Adiutricem Populi[4]).
- Regina Caeli;
- Stella Maris;
- Nostra Signora (Madonna (lat. mea domina);
- Addolorata (o Nostra Signora dei sette dolori);
- Incoronata;
- Torre d'avorio;
- Stella del mattino;
- Nuova Eva;
- Aiuto dei Cristiani - Auxilium Christianorum: titolo delle Litanie Lauretane legato alla Battaglia di Lepanto
- Santissima Madre del Redentore;
- Madre della Chiesa, e Maria "Madre dell'unità"[5][6] (chiesa intesa come partecipazione al Corpo mistico).
- SS. ma Madre degli orfani[7].
- Tutti i titoli legati alle Litanie Lauretane
- Specchio di giustizia (Speculum iustitiae)[8][9][10]
- Onnipotenza supplicante.[11][12][13] Tale titolo ricorre nella preghiera del Trisagion.[14]
- Sterminio di tutte le eresie - dal Breviario Romano[15]
- Madre delle anime del Purgatorio. Varia rivelazioni private ai santi hanno dato vita alla pia credenza secondo la quale, in occasione delle festività mariane, la Regina degli Angeli si rechi nel Purgatorio con alcuni di loro a liberare le anime che in vita siano state più devote a lei. Il titolo di Madre delle anime del Purgatorio fu rivelato in visione a santa Brigida di Svezia e deriva da quelli di Consolatrice degli afflitti e Madre della misericordia. Ella intercede la grazia della liberazione per le anime purganti.[16]

## Titoli legati ad apparizioni o icone miracolose
- Nostra Signora del Pilar o Madonna del Pilar o Vergine del Pilar;
- Nostra Signora di Akita o Madonna di Akita;
- Vergine dei Poveri (Banneux);
- Maria Vergine e Madre, Riconciliatrice di tutti i popoli e nazioni (apparizioni di Finca Betania);
- Madonna delle Ghiaie di Bonate;
- Beata Vergine Maria del Soccorso (Palermo);
- Madonna di Fátima (Nostra Signora di Fátima);
- Nostra Signora di Kibeho;
- Nostra Signora di La Salette;
- Nostra Signora di Lourdes o Madonna di Lourdes;
- Madonna dei Fiori;
- Madonna di Costantinopoli o Santa Maria di Costantinopoli;
- Nostra Signora del Buon Soccorso di Champion;
- Nostra Signora del Laus;
- Nostra Signora del Lume;
- Nostra Signora del Monte Carmelo;
- Nostra Signora del Rosario di San Nicolás;
- Nostra Signora della Guardia;
- Nostra Signora della Misericordia;
- Nostra Signora della Misericordia di Pellevoisin;
- Nostra Signora di Aparecida;
- Nostra Signora di Beauraing;
- Nostra Signora di Coromoto;
- Nostra Signora di Guadalupe;
- Nostra Signora di Pontmain;
- Nostra Signora di Gulfi;
- Assunta di Cammarana, (Scoglitti);
- Madonna delle Grazie;
- Vergine della Candelaria;
- Vergine della Rivelazione;
- Signora di tutti i popoli, (Amsterdam);
- Madonna delle Galline;
- Madonna di Međugorje;
- Nostra Signora di Walsingham;
- Santa Maria di Giano;
- Madonna di Galloro;
- Madonna della Coltura;
- Madonna della Rotonda di Albano;
- Madonna dell'Acquasanta di Marino;
- Nostra Signora del Buon Successo;
- Madre del Buon Consiglio;
- Madonna di Pietraquaria;
- Madonna di Valleluogo;
- Madonna miracolosa;
- Madonna della Catena;
- Santa Maria a Mare;
- Santa Maria del Pozzo o Madonna del Pozzo;
- Madonna dello Schiavo (Carloforte);
- Madonna della Fontana;
- Madonna della Cava (patrona principale è speciale protettrice della città di Marsala);
- Maria Santissima dei Miracoli (patrona di Alcamo);
- Madonna Incaldana;
- Madonnina del Pascolo (Monti di Piuzzo - frazione di Cabella Ligure);
- Guardiana della Fede - Apparizioni a Patricia Talbot de Vega - El Cajas - Ecuador (Apparizioni né approvate né smentite : recentemente il Vescovo ha approvato la celebrazione della Santa Messa in loco)[17].

## Altri titoli legati all'iconografia
- Odigitria;
- Sedes Sapientiae;
- Madonna del Latte o Madonna lactans;
- Panaghia;
- Nikopoia;
- Blachernitissa;
- Maria che scioglie i nodi;
- Nostra Signora della Salute;
- Santa Maria degli Angeli;
- Santa Maria dei Martiri.

## Altri titoli derivati da apparizioni
- Consolatrice degli afflitti (Helfta, 1282; Giappone, 1632)
- Madonna della Luce (Trapani 1211; El Zeitoun al Cairo, 2 aprile 1968 - 1971)
- Nostra Signora della Neve (Roma, 4 agosto 352)
- Medaglia miracolosa (o N.S. dell'Immacolata Concezione: Parigi, 1830)
- Rifugio dei peccatori (Avignone, 1313; Saint-Étienne-le-Laus, 1664-1718; Casanova, 1947);
- Rosa mistica (Helfta, 1282; Montichiari, 1946);
- Torre di Davide (Berlicum, 1978);
- Torre d'avorio;
- Stella del mattino (Chiaravalle, 1153);
- Salute degli infermi (Sens, 1529; Napoli, 1588; Neuweier, 1960; Velankanni in India, XVI sec.);
- Vergine dal Cuore d'oro (Beauraing, 1932-1933)
- Vergine dei Poveri (Banneaux, 1933)
- Nostra Signora di Akita (Akita in Giappone, 1973)
- Nostra Signora di Cabeza (Cabeza, 11-12 agosto 1227)
- Nostra Signora del Buon Soccorso (Champion (Wisconsin), 1859)
- Nostra Signora della Cina (Donglu, 1900)
- Nostra Signora di Fátima (Fátima del Portogallo, 1917)
- Nostra Signora di Guadalupe (Villa de Guadalupe Hidalgo a Città del Messico, 9 dicembre 1531)
- Nostra Signora di Kibeho (Kibeho in Ruanda, 28 novembre 1981)
- Nostra Signora di Knock (Knock in Irlanda, 1879)
- Nostra Signora di La Salette (La Salette-Fallavaux, 19 settembre 1846)
- Nostra Signora di La Vang (Provincia di Quang Tri in Vietnam, 1798)
- Nostra Signora di Lourdes (Lourdes, 11 febbraio - 16 luglio 1858)
- Nostra Signora del Pilar (Saragozza, 2 gennaio 40)
- Beata Vergine Maria del Monte Carmelo (Monte Carmelo in Galilea, XII sec.)
- Beata Vergine Incoronata delle Grazie (Contursi Terme, 1656)
- Santa Maria del Fonte (Caravaggio, 1432)
- Nostra Signora di Walsingham (Walsingham nel Regno Unito, 1061)

## Altri titoli locali
- Maria SS. dell’Elemosina - Madre di Misericordia, Biancavilla (Ct).
- Maria SS. dell'Udienza, Sambuca di Sicilia (Ag), Roccella Valdemone (ME)
- Madonna della Scalella, Contursi Terme (Sa);
- Madonna dei Bagni, Scafati (Sa);
- Santa Maria Regina di Sperlonga, Palomonte (Sa)
- Madonna degli Autisti Massaquano di Vico Equense (Na);
- Santa Maria d'Anglona, Tursi (Mt)
- Santa Maria delle Acque, (Santa Mariacquas), Sardara (Sud)
- Madonna del Presidio, Riolo Terme (Ra);
- Vergine dei Trentatré,  Uruguay.
- Vergine della Valle, Argentina e Venezuela
- Vergine Addolorata detta "La Pecorella", Pedace (Cs)
- "Maria Santissima dell'Agnena", Vitulazio (Ce) (Domenica in Albis);
- Madonna della Navicella, Chioggia (Ve).
- Madonna delle Pianelle, Nimis (Ud)